# شوقی ضیف
احمد شوقی ضیف (به عربی: أحمد شوقي ضيف) معروف به شوقی ضیف (۱۳ ژانویهٔ ۱۹۱۰ – ۱۳ مارس ۲۰۰۵) منتقد ادبی، تاریخ‌نگار ادبیات عربی، ادیب، و نویسندهٔ اهل مصر بود. شوقی ضیف از تأثیرگذارترین روشن‌فکران عرب در سدهٔ بیستم بود.
او برندهٔ جوایزی همچون جایزه بین‌المللی ملک فیصل شده‌است.
احمد شوقی ضیف در ۱۳ ژانویهٔ ۱۹۱۰ در روستای امّ حمام در شمال مصر به دنیا آمد. او مدرک کارشناسی ارشد و دکتری خود را از دانشگاه فؤاد الأول، که بعدها به دانشگاه قاهره تغییرنام یافت، دریافت کرد. سال‌ها نیز نزدِ احمد امین، پژوهشگر و نویسندهٔ نامدارِ مصری، شاگردی کرد. ضیف بعدها به‌عنوان استاد ادبیات عربی به مدت چندین دهه در عربستان سعودی به تدریس پرداخت.
شوقی ضیف عضو فرهنگستان زبان عربی قاهره بود و چند سال ریاست آن را بر عهده داشت.